# Kelsey Chow
Kelsey Asbill Chow (n. 9 septembrie 1991) este o actriță americană. Ea este cel mai bine cunoscută pentru rolul lui Mikayla în serialul Disney XD Perechea de regi. Din 2005 până în 2009, ea a avut rolul Gigi Silveri în drama One Tree Hill.

## Filmografie
| Film | An                     | Titlu           | Rol                           | Note |
| 2009 | My Sweet Misery        | Girlfriend Past | Film independent              |      |
| 2010 | Fratele lider          | Matisse Burrows | Disney Channel Original Movie |      |
| 2012 | The Amazing Spider-Man | Sally Avril     | Film teatral                  |      |
| 2013 | The Wine of Summer     | Brit            |                               |      |
| 2013 | Run                    | Emily Baltimore | Film                          |      |

| An        | Titlu                             | Rol             | Note                                       |
| --------- | --------------------------------- | --------------- | ------------------------------------------ |
| 2005–2009 | One Tree Hill                     | Gigi Silveri    | Rol periodic: 18 episoade                  |
| 2008      | O viață minunată pe punte         | Dakota          | "Romancing the Phone" (sezon 3: episod 18) |
| 2010      | Den Brother                       | Matisse Burrows |                                            |
| 2010-2013 | Perechea de regi                  | Mikayla         | Rol principal                              |
| 2011      | Disney's Friends for Change Games | Ea însăși       | Echipa roșie                               |
| 2012      | Punk'd                            | Ea însăși       | Episod: "Lucy Hale"                        |
| 2014      | Baby Daddy                        | Stephanie       | Episod: "An Affair Not to Remember"        |
| 2014      | Hieroglyph                        | Lotus Tenry     | Rolul principal                            |